# Július Bielik
Július Bielik (Vyškov, 8 maart 1962) is een Slowaaks voormalig voetballer die speelt als verdediger.

## Clubcarrière
Július Bielik begon zijn carrière bij Spartak Trnava in 1979. Július Bielik speelde voor Sparta Praag, Sanfrecce Hiroshima, FC Union Cheb en SK Hradec Králové.

## Tsjecho-Slowaaks voetbalelftal
In 1983 debuteerde hij in het Tsjecho-Slowaaks voetbalelftal, waarvoor hij sindsdien 18 interlands speelde. Július Bielik nam met het Tsjecho-Slowaaks voetbalelftal deel aan de Wereldkampioenschap voetbal 1990.

## Statistieken
| Slowaaks voetbalelftal | Slowaaks voetbalelftal | Slowaaks voetbalelftal |
| Jaar                   | Duels                  | Goals                  |
| ---------------------- | ---------------------- | ---------------------- |
| 1983                   | 1                      | 0                      |
| 1984                   | 0                      | 0                      |
| 1985                   | 0                      | 0                      |
| 1986                   | 0                      | 0                      |
| 1987                   | 2                      | 0                      |
| 1988                   | 6                      | 0                      |
| 1989                   | 3                      | 0                      |
| 1990                   | 6                      | 0                      |
| Totaal                 | 18                     | 0                      |